# Jan z Brna
Jan z Brna OFM byl františkán žijící na přelomu 15. a 16. století. V tomto církevním řádu působil jako představený (kustod) moravské kustodie, což byl nižší správní celek tehdejší české františkánské provincie. jako uživatel osobní knihovny byl nejspíš kazatelem, snad i lektorem řádových studií. Na knize Robertus Caracciolus. Sermones de laudibus sanctorum. Augustae Vind., 1489 se dochovalo připsané potvrzení, že tuto knihu může používat mimo společnou klášterní knihovnu: „fr. Johannes de Bruna custos Moraviae hunc librum disposuit“.
O něco dříve žil jiný františkán shodného jména Jan z Brna, před vstupem do řádu doktor práv, jenž zemřel v Olomouci v roce 1480.